# Cispus River
Der Cispus River ist ein Fluss in den Countys Lewis und Skamania im US-Bundesstaat Washington. Er liegt im Kaskadengebirge, ist etwa 89 km lang und mündet am Lake Scanewa, dem Stausee des Cowlitz Falls Dam, in den Cowlitz River. Seine Zuflüsse entwässern den Großteil des südlich-zentralen und südöstlichen Lewis County, den äußersten Nordosten des Skamania County und Teile des westlichen Yakima County.
Sein Hauptstrom beginnt im Lewis County in einem hohen Gletscher-Tal nördlich der Snowgrass Flats in der Goat Rocks Wilderness, die sich im Gifford Pinchot National Forest befindet. Von hier fließt der Fluss in südwestlicher Richtung und nimmt das Wasser mehrerer bedeutender Quellflüsse wie das des Walupt Creek auf.
Etwa 65 km vor seiner Mündung erreicht den Cispus River der Muddy Fork von links. Der Muddy Fork entspringt etwa 11 km von dieser Mündung am Lava-Gletscher des Mount Adams und ist nach dem glazialen Schutt und Schlamm, die ihm ein schlammiges (engl.: muddy) Aussehen verleihen, benannt. Der Cispus River fließt durch ein bewaldetes Tal, dessen Wälder größtenteils nach dem Cispus Burn neu gewachsen sind, einem Brand im ersten Jahrzehnt des 20. Jahrhunderts, der den größten Teil des unteren Einzugsgebiets erfasste.
Der schnellfließende Canyon Creek mündet in den Fluss; er stammt von den Hochlagen des Mount Adams. Wenige Meilen weiter flussabwärts mündet der North Fork Cispus River in den Hauptstrom, etwa 32 km von seiner Quelle entfernt. Von hier an fließt der Cispus River westwärts und passiert Campingplätze und Trails im Gifford Pinchot National Forest. Zwei Zuflüsse, der Yellowjacket Creek und der McCoy Creek, fließen dem Cispus River von Süden etwa auf der Hälfte seines Laufs zu. Danach passiert der Fluss den Tower Rock, einen markanten Quarz-Diorit-Monolithen, an dessen Nordseite. Bald danach verlässt der Fluss den Gifford Pinchot National Forest und tritt in die Weyerhaeuser Cowlitz Tree Farm ein. Der Cispus River beendet seinen Lauf an der Mündung in den Cowlitz River am Lake Scanewa, genau oberhalb der Cowlitz Falls und des Riffe Lake.
Es gibt einen Pegel, der seine Daten live an die USGS sendet. Die am Flusskilometer 28,57 nahe Randle gemessenen Abflusswerte sind die folgenden:
- Durchschnitt: 28,3 m³/s
- Maximum: 277,5 m³/s
- Minimum: 4,7 m³/s

Auf dem Cispus River kann auch Rafting betrieben werden.